# Selección de fútbol sub-15 de Bolivia
La selección de fútbol sub-15 de Bolivia es el equipo formado por jugadores de 15 años de edad, que representa a la Federación Boliviana de Fútbol en el Campeonato Sudamericano de Fútbol Sub-15 y en los Juegos Olímpicos de la Juventud. Sus mejores actuaciones han sido en el Campeonato Sudamericano Sub-15 de 2005 cuando obtuvo el cuarto lugar, y en los Juegos Olímpicos de la Juventud 2010, en donde logró la medalla de oro al golear 5-0 a Haití, consiguiendo así, la medalla.
La selección boliviana ha tenido buenas actuaciones (mencionadas arriba), pero es uno de los seleccionados más débiles la CONMEBOL, teniendo altibajos, por ejemplo, Bolivia logró la medalla de Oro en 2010, al año siguiente (2011) quedó eliminada en primera fase del Campeonato Sudamericano Sub-15 de 2011, también estas han sido sus últimas actuaciones.

## Estadísticas

### Juegos Olímpicos de la Juventud
Bolivia participó en el Torneo olímpico juvenil de fútbol masculino Singapur 2010 por invitación, (al igual que todos los equipos participantes). En aquella ocasión en 2010, Bolivia se colgó la medalla dorada con una campaña de ensueño, consiguiendo 19 goles, siendo el equipo más goleador del torneo y a la vez siendo el menos goleado, recibiendo solo 1 gol, Bolivia además ganó todos sus partidos con mucha facilidad. 
En la fase de grupos derrotaron 2-0 a Vanuatu y 9-0 a Haití (siendo este el triunfo más abultado del torneo) pasando a semifinales como primera del grupo, en esa instancia, eliminó a Montenegro derrotándolo 3-1, y con eso Bolivia aseguraba una medalla, y en la final, otra vez goleó a Haití 5-0. Ahí Bolivia obtuvo la medalla dorada.
| Año           | Ronda          | Posición     | PJ           | PG           | PE           | PP           | GF           | GC           |              |
| ------------- | -------------- | ------------ | ------------ | ------------ | ------------ | ------------ | ------------ | ------------ | ------------ |
| Singapur 2010 | Medalla de Oro | 1            | 4            | 4            | 0            | 0            | 19           | 1            |              |
| Nankín 2014   | No clasificó   | No clasificó | No clasificó | No clasificó | No clasificó | No clasificó | No clasificó | No clasificó | No clasificó |

### Campeonato Sudamericano Sub-15
| Año            | Ronda        | PJ | PG | PE | PP | GF | GC |
| -------------- | ------------ | -- | -- | -- | -- | -- | -- |
| Paraguay 2004  | Primera fase | 2  | 1  | 0  | 2  | 3  | 3  |
| Bolivia 2005   | Cuarto lugar | 6  | 3  | 0  | 3  | 12 | 9  |
| Brasil 2007    | Primera fase | 4  | 1  | 2  | 1  | 4  | 4  |
| Bolivia 2009   | Primera fase | 4  | 1  | 1  | 2  | 4  | 7  |
| Uruguay 2011   | Primera fase | 4  | 0  | 0  | 4  | 3  | 15 |
| Bolivia 2013   | Primera fase | 4  | 0  | 0  | 4  | 2  | 11 |
| Colombia 2015  | Primera fase | 4  | 2  | 0  | 2  | 6  | 7  |
| Argentina 2017 | Primera fase | 5  | 1  | 1  | 3  | 8  | 16 |
| Paraguay 2019  | Primera fase | 5  | 1  | 1  | 3  | 2  | 9  |
| Bolivia 2023   | Primera fase | 4  | 1  | 0  | 3  | 2  | 9  |